# نمایشگاه کتاب آمریکا
نمایشگاه بین‌المللی کتاب آمریکا (به انگلیسی: Book Expo America و مخفف آن BEA)، بزرگ‌ترین نمایشگاه تجاری کتاب سالیانه آمریکا است.
این نمایشگاه که نخستین نمایشگاه کتاب سالانه در آمریکای شمالی و بزرگ‌ترین نمایشگاه کتاب انگلیسی زبان جهان است   از سال ۱۹۰۲ با حضور «مارک توین» نویسنده مشهور آمریکایی آغاز به کار کرد.
نمایشگاه کتاب آمریکا اغلب در ماه مه یا اوایل ژوئن، طی ۳ یا ۴ روز در یکی از شهرهای بزرگ ایالات متحده برگزار می‌شود و تقریباً تمامی انتشاراتی‌های بزرگ ایالات متحده آمریکا و بسیاری از انتشاراتی‌های خارج از کشور آمریکا در آن شرکت می‌کنند. نویسندگان، کتابخانه داران و خریداران جزء کتاب نیز در این نمایشگاه شرکت می‌کنند.
علاوه بر نمایش کتب در غرفه ها، بسیاری از وقت این نمایشگاه صرف این می‌شود که مؤسسات و بنگاه‌های انتشاراتی، عنوان‌های آینده خود را معرفی و برای برقراری ارتباط با همکاران جهت خرید و فروش حق فرعی چاپ و حق انتشار بین‌المللی کتاب‌ها تلاش کنند.
این نمایشگاه معمولاً حدود یک میلیون بازدیدکننده دارد.

## تاریخچه برگزاری
نمایشگاه در دهه ۱۹۹۰ میلادی بیشتر در شهر شیکاگو برگزار شد.
در سال‌های اخیر در این شهرها برگزار شده‌است:
1. سال ۲۰۰۶ در واشنگتن دی‌سی؛ [۴]
2. سال ۲۰۰۷ در نیویورک سیتی؛
3. سال ۲۰۰۸ در لس آنجلس؛ [۵]
4. سال‌های۲۰۰۹  تا ۲۰۱۵ در نیویورک سیتی؛
5. سال ۲۰۱۶ در شیکاگو.[۶]

نمایشگاه BEA در سال ۲۰۱۷ نیز دوباره در نیویورک سیتی برگزار خواهد شد.

## نشر الکترونیک
کتاب‌های الکترونیک اولین بار در سال ۲۰۰۹ به نمایشگاه کتاب آمریکا آمد و از همان سال تا یک سال بعد، تعداد انتشار این گونه کتاب‌ها رشد فزاینده‌ای گرفت.

## کتاب‌های کُمیک
از سال ۲۰۱۲ بخش «بوک کان» که مربوط به کتاب‌های کُمیک یا مصّور است به این نمایشگاه اضافه شد. حتی پیشنهاد شد که به دلیل استقبال بازدیدکنندگان از این بخش، در سال‌های آینده یک روز به زمان نمایشگاه اضافه شود.
کتاب‌های مصّور و رُمان‌های گرافیکی در سال ۲۰۱۳ میزان ۸۷۰ میلیون در امریکای شمالی و کانادا فروش داشته‌اند.

## برنامه های جنبی نمایشگاه
در این نمایشگاه کنفرانس‌ها و جلسات متعددی با حضور نویسندگان و ناشران و همچنین بازدیدکنندگان برگزار می‌شود.
برگزاری بخش ویژه ای موسوم به روز آموزش توسط انجمن کتاب فروشان آمریکا (ABA)که طی آن در کارگاه‌های مختلفی اقشار مختلف دربارهٔ صنعت چاپ و رونق آن در عصر دیجیتال آموزش داده می‌شود از جمله این جلسات است.

## صنعت توزیع و ارسال کتاب
یکی از فعال‌ترین شرکت کنندگان در نمایشگاه، انتشارات گاردنر انگلیس است که در یکی از دوره‌های پیشین، از سرویس حمل و نقل کتاب خود به آمریکا رونمایی کرده بود. در این سرویس، کتاب خریداری شده توسط کاربر آمریکایی، یک روزه به دستش می‌رسد و اگر کسی از کشورهای شرقی بخواهد کتابی از این انتشارات سفارش دهد حداکثر تا شش روز کتاب را تحویل می‌گیرد.
همچنین نبرد شدید انتشارات «اشت» با «آمازون» از رخدادهای جالب این نمایشگاه بوده‌است. این ناشر آمریکایی آمازون را متهم کرد که کتاب‌ها را دیر به دست مشتری می‌رساند و این مسئله برای فروش کتاب‌های این انتشارات مشکل آفرین شده‌است. گفته می‌شود آمازون برای این انتشارات برای فروش ارزان تر کتاب‌هایش قوانینی اعلام کرده که از سوی «اشت» با اعتراض شدید روبه‌رو شده‌است.

## حضور کشورهای شرقی در نمایشگاه کتاب آمریکا (BEA)
کشور رومانی از جمله کشورهایی است که برنامه ‌های خاصی برای ترجمه آثارش به زبان انگلیسی در نظر گرفته و با همین هدف در این نمایشگاه شرکت دارد. به همین مناسبت نشست مشترکی با حضور نویسندگان، مترجمان، ویراستاران آمریکایی و رومانیایی در این نمایشگاه در نظر گرفته شده‌است. این کشور با تمرکز بر آثار «اوژن یونسکو» نمایشنامه‌نویس رومانیایی در این نمایشگاه شرکت می‌کند.

## حضور ایران در نمایشگاه کتاب آمریکا (BEA)
به دلیل عدم وجود ارتباط سیاسی بین ایران و آمریکا پس از پیروزی انقلاب اسلامی، در چند دهه اخیر انتشارات ایرانی حضوری در BEA نداشتند. تا اینکه پس از تصویب برجام، انتشارات مجمع جهانی اهل بیت(ع) از ایران، پس از سی و هفت سال در نمایشگاه کتاب آمریکا در سال ۲۰۱۶ شرکت کرد.